# Leonardo Henriques da Silva
Leonardo Henriques da Silva (nacido el 22 de julio de 1982) es un exfutbolista brasileño que se desempeñaba como defensa.
Jugó para clubes como el Guarani, Montedio Yamagata, Avaí y Qingdao Jonoon.

## Trayectoria

### Clubes
| Club              | País   | Año         |
| ----------------- | ------ | ----------- |
| Guarani           | Brasil | 2002 - 2003 |
| Montedio Yamagata | Japón  | 2004 - 2009 |
| Avaí              | Brasil | 2010        |
| Qingdao Jonoon    | China  | 2011 - 2012 |